# Rouille (couleur)
Pour les articles homonymes, voir Rouille.

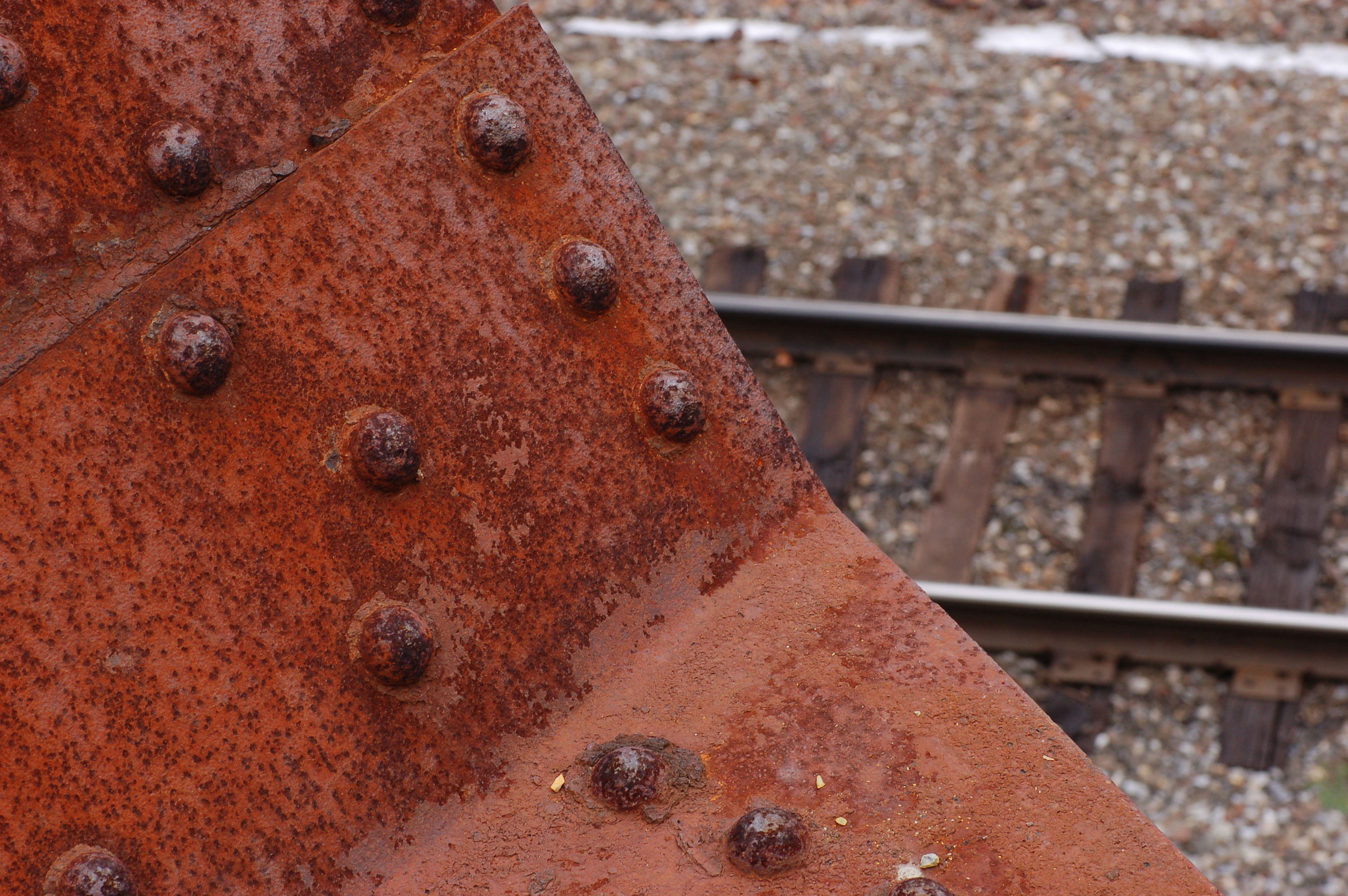
Couleur de l'acier rouillé.

La rouille est un nom de couleur inspiré par la couleur que prend le fer quand il rouille.
Les oxydes de fer ont servi de pigments depuis la préhistoire, mais la couleur rouille est celle qui s'observe surtout sur le fer travaillé par l'homme et exposé aux intempéries. Elle s'obtient par des pigments composés d'oxydes de fer, naturels et généralement appelés terres ou ocres, ou artificiels comme les couleurs de Mars, ou par des mélanges d'autres pigments.
Le terme rouille a servi et sert pour désigner une variété de teintes, et la rouille, obtenue par la corrosion du fer par l'eau, par le vinaigre ou par l'acide gallique, a servi pour la fabrication de nombreuses encres et teintures.
La couleur rouille peut être qualifiée ; elle l'est surtout par claire, sombre, foncée, grisâtre, noirâtre, ce qui semble indiquer que si la clarté et la saturation varient, la teinte est bien connue. Elle peut, plus rarement, servir pour qualifier une couleur proche : un jaune rouillé, un rose rouillé

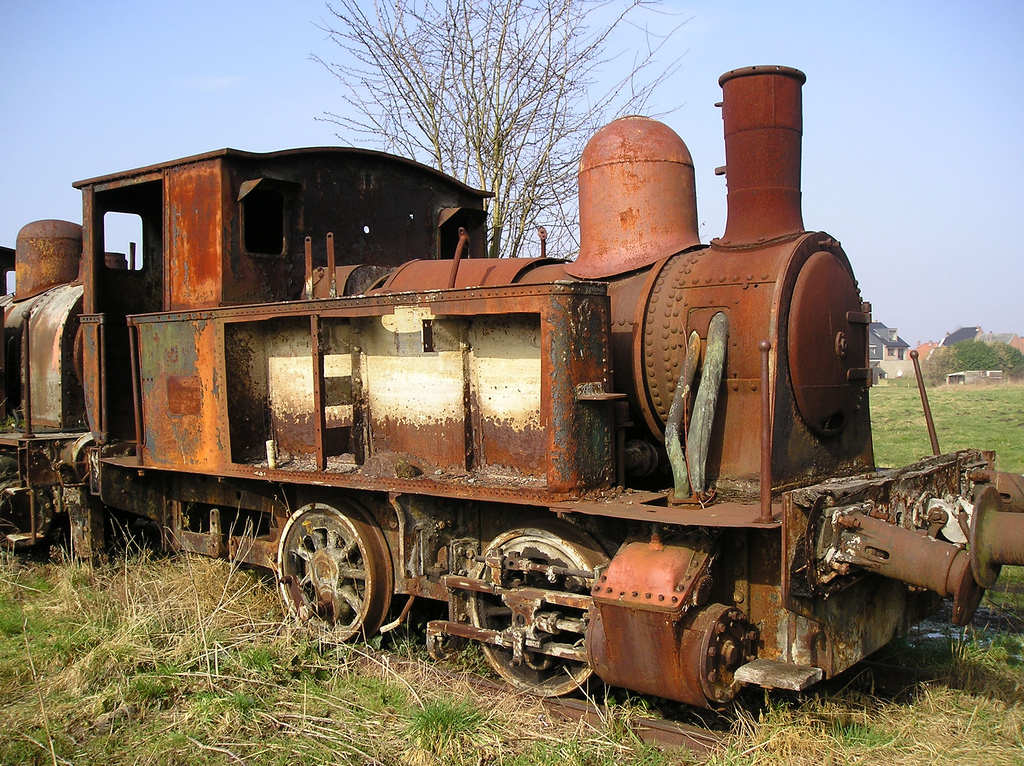
Vieille locomotive rouillée.
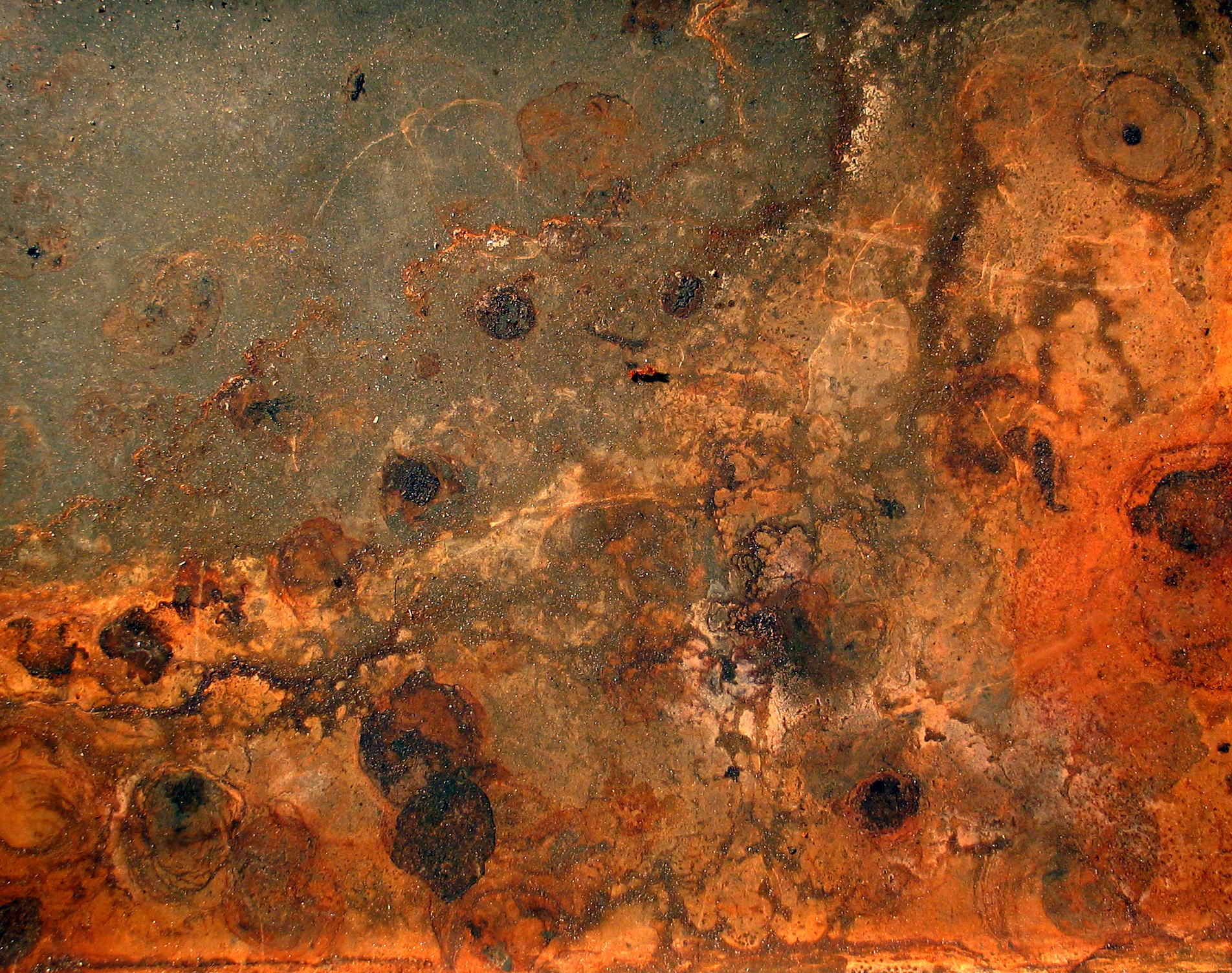
Rouille et saleté sur une plaque de four.
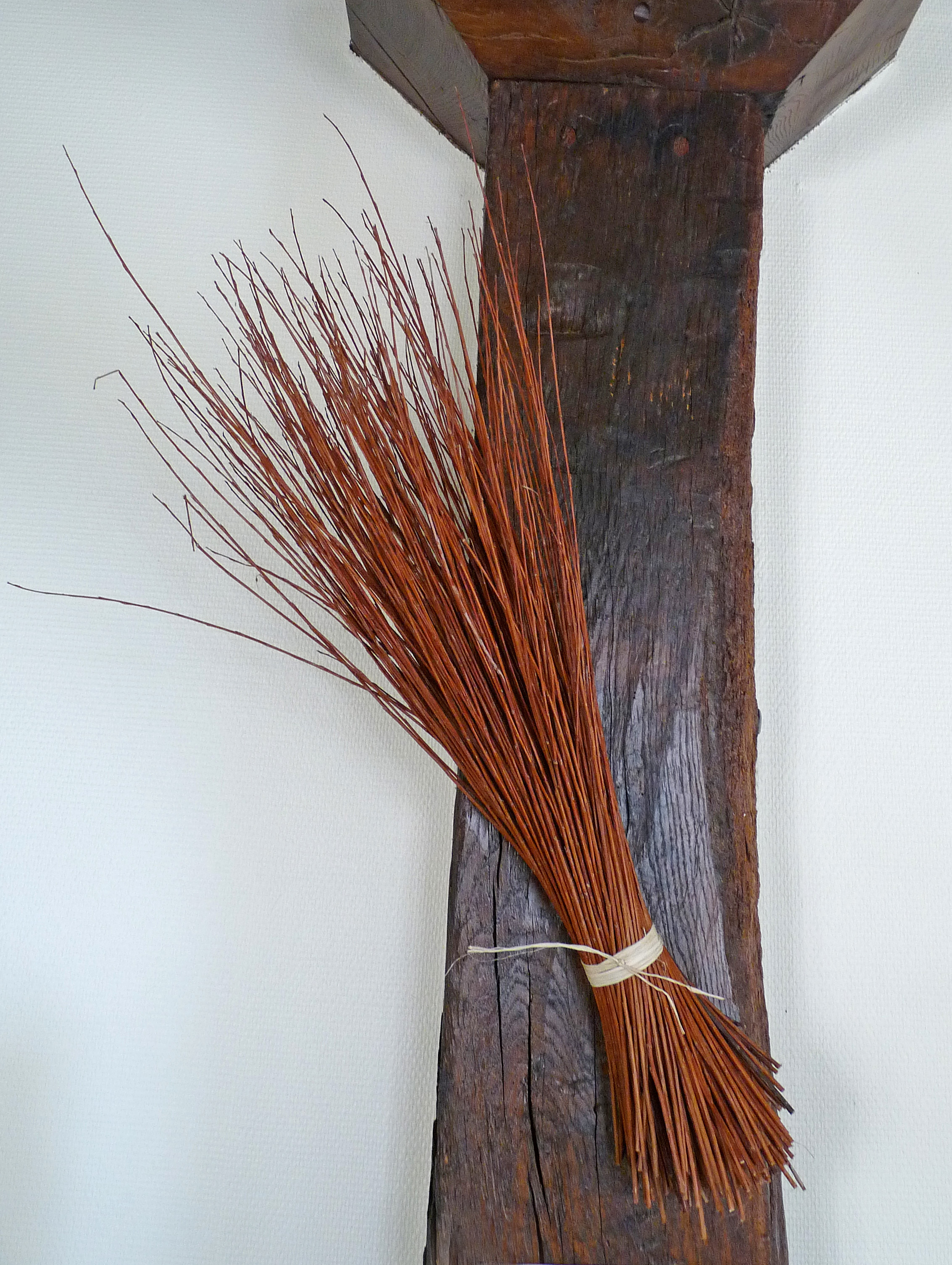
Botte d'osier brut couleur rouille.

## Nuanciers
Le Répertoire de couleurs de la Société des chrysanthémistes, de 1905, donne quatre tons de la couleur rouille, avec comme synonyme l'Ocre brune du marchand de couleurs Bourgeois, et l'observation que les tons clairs sont identiques à ceux de l'osier.
Les marchands de couleurs proposent 504 rouille ; dans les fournitures pour artistes, cependant, on désigne plutôt les couleurs par le nom de leur pigment.
Pour les revêtements destinés aux constructions, on trouve plus souvent de l'antirouille, mais aussi  rouille ; ocre brun rouille. Dans plusieurs autres cas, la teinte rouille est un gris sombre.

## Histoire
« Qui est de couleur de rouille de fer, Ferrugineus » nous informe l’Abrégé du parallèle des langues françoise et latine en 1637, première mention de ce nom de couleur. En 1663 Mersenne classe les couleurs « en montant par degrés, la couleur de citron, et de safran, de rouille de fer, de poil de lion ». La rouille ne passe pas pour une matière noble, et ce nom de couleur est plus en usage dans la science ou la description naturaliste que dans la mode, d'autant plus qu'il y a de nombreux autres termes possibles pour évoquer une couleur similaire.